# Esviken
Esviken (tidigare Esvigen) är en tidigare lystgård i Asker i Norge. Esviken tillhörde fram till 1999 familjekretsen Schou, Westye Egeberg, Wedel-Jarlsberg och Paus, som alla var ättlingar till industrimannen Halvor Schou. Schou köpte Løkenes gård med över 1000 mål i slutet av 1860-talet och byggde Esviken som sommarresidens år 1872 efter ritningar av Wilhelm von Hanno. Dottern Birgitte Halvordine Schou (f. 1857) var gift med industrimannen Einar Westye Egeberg, och deras dotter Hermine Westye Egeberg (1881–1974) var gift från 1901 med den norska hovchefen och lensgreven Peder Anker Wedel-Jarlsberg (1875–1954)). Deras äldste son, Herman Wedel-Jarlsberg (1902–70), som senare tog över som stamhusbesitter på Jarlsberg, föddes på Esvigen 1902. Peder och Hermines dotter, komtessan Hermine Wedel-Jarlsberg (1913–96), var gift från 1937 med jur.kand. Per Christian Cornelius Paus (1910–86), arvinge til stålgrossistföretaget Ole Paus, och de tog över Esvigen. Efter Hedevigs död 1996 tog barnen Cornelia, Christopher och Peder Nicolas Paus över, men 1999 såldes Esviken till Asker kommune. Huset och hagen fredades av Riksantikvaren 2006. Esviken har nummer 107057 i Riksantikvarens kulturminnebas.
Peder Anker Wedel-Jarlsberg var kungens adjutant, kammarherre och senare hovchef i flera decennier och kung Haakon och drottning Maud var därför på besök där flera gånger.